# Te Urewera
Te Urewera est une localité, située dans un secteur de collines sauvages dans l’Île du Nord de la Nouvelle-Zélande.

## Situation
Te Urewera, dont la plus grande partie est au nord de la région de Hawke's Bay, est une petite zone essentiellement couverte de forêt, habitée de façon éparse, qui fait partie de l’est de la baie de l’Abondance.

## Géographie
L’essentiel est situé dans la chaîne de Huiarau (en), celle de « kawhenua », et de « Maungapohatu »   et il y a aussi des zones de terres basses dans le nord. Le lac Waikaremoana et le lac Waikareiti (en) siègent dans la partie sud ainsi que les villes de Ruatahuna et Ruatoki.

## Accès
La zone est isolée, la route State Highway 38/S H 38 (en) étant la seule artère routière majeure traversant le secteur, allant des sources chaudes de Waiotapu en direction de Rotorua via Murupara jusqu’à Wairoa.

## Histoire
C’est le domicile historique des Tūhoe, un iwi (tribu) du peuple Māori connu pour leur affirmation de la souveraineté Maori (en). À cause de son caractère isolé et de la densité de la forêt, le secteur de Te Urewera est resté largement intouché par les colons britanniques jusqu’au début du XXe siècle et dans les années 1880, il était toujours, de fait, sous le contrôle des Māori. Te Kooti, le leader Māori, qui trouva refuge, là, au sein des Tuhoe, avec qui, il avait conclu une alliance, quand il fut poursuivi par l'administration britannique.Comme le King Country à la même époque, quelques Pākehās durent se préparer au risque d’entrer sur le territoire de Te Urewera. Au début du XXe siècle, Rua Kenana Hepetipa (en) forma une communauté religieuse au niveau de la ville de Maungapōhatu.

## Toponymie
Le nom de Te Urewera est une phrase en langage Māori signifiant « le pénis brûlé », à partir de la légende du chef māori, qui mourut après avoir roulé dans son sommeil, alors qui était étendu trop près du feu de camp .

## Gouvernance
Une grande partie voire l’ensemble du secteur a un statut protégé. Le parc national de Te Urewera est créé en 1954 et supprimé en 2014, quand il est remplacé par la nouvelle entité légale appelée : « Te Urewera ». Te Urewera a une personnalité légale et se possède lui-même.

## Faune et flore
Toutes les espèces natives d’oiseaux des forêts de l’Île du Nord, excepté le weka, vivent dans ce secteur .Les fougères couronnées (Blechnum discolor (en)) est une plante largement répandue .